# Афанасьев, Александр Гаврилович (хоккеист)
Александр Гаврилович Афанасьев (23 января 1934 — неизвестно) — советский хоккеист, защитник, тренер.
С сезона 1953/54 — в команде «Химик» Воскресенск. В чемпионате СССР провёл восемь сезонов в составе «Химика» (1955/56 — 1958/59) и московского «Локомотива» (1959/60 — 1962/63). В сезоне 1963/64 — в ангарском «Труде», в следующем сезоне — играющий тренер команды, переименованной в «Ермак», помощник тренера в сезоне 1965/66. Игрок команды «Высокогорец» Нижний Тагил (1967/68). Тренер в «Локомотиве» (1970/71 — 1971/72).